# Si j'étais toi
Si j'étais toi è un film del 2007 diretto da Vincent Pérez.
Si tratta del remake, di produzione franco-canadese, di un film giapponese, Himitsu del 1999, diretto da Yōjirō Takita, sceneggiato da Hiroshi Saitô e a sua volta basato sul libro La seconda vita di Naoko (1998) di Keigo Higashino.